# 大谭街道
大谭街道，是中华人民共和国辽宁省大連市普兰店区下辖的一个乡镇级行政单位。

## 行政区划
大谭街道下辖以下地区：
大谭社区、赵屯社区、孙店社区、双山社区、大邹社区、夏沟村、徐庄村和联合村。